# Faccio la brava
Faccio la brava è un singolo di Dj Matrix in collaborazione con la cantante italiana Cristina D'Avena e dello YouTuber Amedeo Preziosi, pubblicato il 5 giugno 2020 da Sony Music.

## Descrizione
Faccio la brava, secondo singolo estratto dell'album Musica da giostra - Volume 7, racconta in chiave ironica la storia di una ragazza che rassicura il fidanzato molto geloso, la cui struttura è un botta e risposta tra i due interpreti. È la sigla dell'edizione 2020 del Padova Pride Village.

## Tracce
1. Faccio la brava – 3:06 (testo: Cristina D'Avena e Amedeo Preziosi – musica: Giulio Filotto, Matteo Giometto e Matteo Schiavo)

## Produzione e formazione
- Matt Joe – produzione e re-mix
- DJ Matrix – produzione
- Giulio Filotto – produzione